# بوم مدل کسب‌وکار

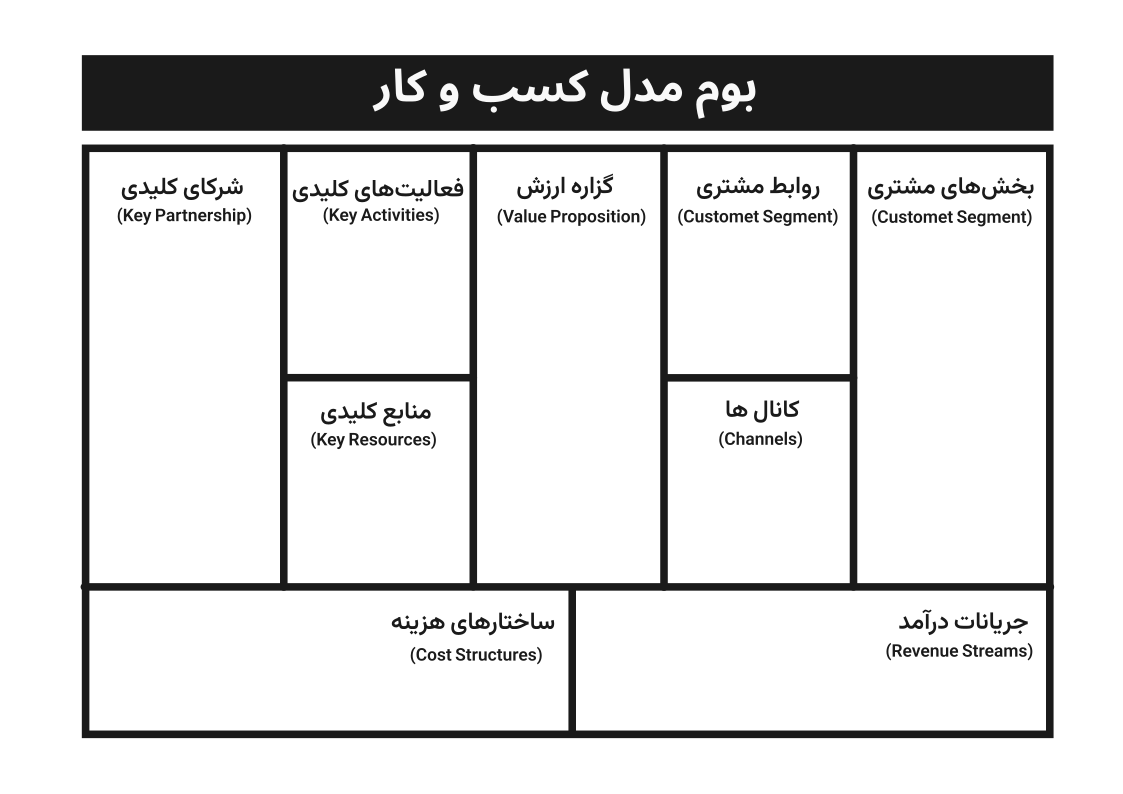
مثالی از بوم مدل کسب و کار به همراه ۹ سنگ بنای تشکیل دهنده آن

بوم مدل کسب‌وکار، (به انگلیسی: Business Model Canvas)، الگویی برای تدوین یک مدل برای کسب‌وکاری جدید یا ثبت مدل فعلی مورد استفاده در کسب‌وکار است. بوم مدل کسب‌وکار در واقع یک نمودار تصویری است که بخش‌های مختلفی دارد. هر یک از این بخش‌ها به تشریح گزاره‌های ارزش، زیرساخت، مشتریان یا امور مالی مربوط به یک شرکت یا محصول اختصاص دارد. بوم مدل کسب‌وکار به شرکت‌ها کمک می‌کند تا بتوانند با ترسیم تعامل میان بخش‌های مختلف کسب‌وکار خود، فعالیت‌های خود را به شکلی هماهنگ به پیش ببرند.
بوم مدل کسب‌وکار ابتدا توسط الکساندر استروالدر طراحی شد. طبق تعریف استروالدر؛ مدل کسب و کار ابزاری مفهومی است که شامل مجموعه‌ای از عناصر و ارتباط آن‌ها بوده و منطق شرکت جهت درآمدزایی را نشان می‌دهد. تعریف استروالدر و بوم مدل کسب و کار پیشنهادی وی، از توجه و استقبال قابل توجهی برخوردار شده‌است. به طوری که امروزه در اکثر شرکت‌های موفق جهان و رویدادهای استارتاپی از این بوم به عنوان تابلوی راهنمایی برای جهت دهی مسیر کسب و کار استفاده می‌کنند. از سال ۲۰۰۸ که این بوم طراحی شد، بوم‌های دیگری برای گوشه بازارهای مختلف ارائه شدند که برای نمونه می‌توان به بوم ناب اشاره کرد.

## بوم مدل کسب و کار
توضیح رسمی از مدل کسب‌وکار به‌صورت بلوک‌های تکمیل شدنی برای فعالیت‌هایش در نظر گرفته‌شده‌است. تعدادی مفاهیم متفاوت کسب‌وکار وجود دارد؛ کار و پایان‌نامه آستروالدر یک مدل مرجع بر اساس شباهت بین طیف وسیع مفاهیم مدل‌های کسب‌وکار ارائه کرد. با این قالب مدل کسب‌وکار یک سرمایه‌گذار به‌سادگی می‌تواند مدل کسب‌وکار خود را توصیف کند.

### شالوده‌ها

#### فعالیت‌های کلیدی
مهم‌ترین فعالیت‌هایی در اجرای ارزش پیشنهادی یک شرکت. یک مثال برای شرکت «بیک»، می‌خواهد یک چرخه تأمین مؤثر در جهت کاهش هزینه بسازد.